# Manguele I
Manguele I est un village du département du Nkam au Cameroun. Situé dans l'arrondissement de Nkondjock, il est localisé à 2 km de Nkondjock, sur la route qui lie Nkondjock et à Bafang. 

## Population et environnement
En 1966, le village de Manguele I  avait 110 habitants. La population est essentiellement composée des Mbang. La population de Manguele I était de 374 habitants dont 186 hommes et 188 femmes, lors du recensement de 2005. 